# فلسفه پسامدرن
فلسفهٔ پُست‌مدرن (به انگلیسی: Postmodern philosophy)(پسامدرن، پسانوگرایی، فرامدرن) - که نتیجهٔ طرز نگرش پیشگامان مکتب پست‌مدرن است-، به مجموعه پیچیده‌ای از واکنش‌هایی مربوط می‌شود که در قبال فلسفه مدرن و پیش‌فرض‌های آن صورت گرفته‌اند، بدون آنکه در اصول عقاید اساسی کمترین توافقی بین آنها وجود داشته باشد. فلسفه پست مدرن اساساً به معارضه با شالوده‌گرایی مورد اعتقاد مشترک فلاسفه برجسته سده‌های شانزده، هفده و هجدهم میلادی می‌پردازد و آنها را پیش‌فرض‌هایی می‌داند که باید مردود شناخته شده و کنار گذارده شوند.
این فلسفه تحت تأثیر مفاهیم پدیدارشناسی، ساختارگرایی، اگزیستانسیالیسم و همچنین اندیشه‌ها و نوشته‌های گئورگ ویلهلم فریدریش هگل، سورن کیرکگارد، فردریش نیچه و مارتین هایدگر است. فلسفه پست مدرن اغلب به تردید در مورد تقابل‌های دوگانه ساده می‌پردازد.

## معنای فارسی
«پست» در زبان فارسی به معنای مابعد، فرا، پس و پسا است و پست مدرنیسم یعنی فراتجددگرایی، فرانوگرایی و پسانوگرایی است. اصطلاح پست مدرن، پست مدرنیسم و پست مدرنیته تفاوت چندانی با هم ندارند.

## پیشینه
اصطلاح پست مدرنیسم اولین بار در سال ۱۹۳۹ میلادی توسط آرنولد توینبی به کار رفت سپس در اواسط قرن بیستم مفاهیم پست مدرن در کشور فرانسه نهادینه شد. با این حال دغدغه‌هایی در زمینه منشأ اولیه و نحوه توسعهٔ این فلسفه وجود دارد. این اصطلاح در دهه ۱۹۶۰ میلادی در نیویورک توسط برخی هنرمندان و منتقدان به کارگرفته شد، سپس برخی نظریه پردازان اروپایی در دهه ۱۹۷۰ واژهٔ مزبور را به‌طور وسیع کار بردند. ژان فرانسوا لیوتار یکی از نظریه پردازان اروپایی در اثر مشهور خود تحت عنوان وضعیت پست مدرن به اسطوره‌های قانونمند شده و کلیت یافته درعصر مدرن، مانند ایده روایت بزرگ حمله کرد. وی هم چنین، علم و فلسفه را در تضمین آزادی‌های انسانی ناکافی دانست، هم چنان‌که معتقد بود چنین علم و فلسفه‌ای درایجاد وحدت رویه در یادگیری و ارائه اصول علمی معتبر، کلی و جهانی، نارسا است. نکاتی که لیوتار به آن اشاره کرد، تنها برخی از مؤلفه‌ها و ویژگی‌های پست مدرنیسم است.
فلسفه پست مدرنیسم در سالهای پایانی دههٔ ۱۹۷۰ میلادی در کشورهایی چون آمریکا و به ویژه فرانسه و متأثر از آثار نویسندگانی چون ساموئل بکت، مارسل پروست و جیمز جویس توسعه یافت. پیش تر از این، مدت‌ها پیش از آنکه اصطلاح پست مدرن رایج گردد، بسیاری مفاهیم آن در جریان بوده‌است. در فلسفه این مفهوم در شکل مخالفت جان دیویی با پوزیتیویسم، توصیف مجدد کاربست علمی توسط توماس کوهن و تأکید ویتگنشتاین بر ماهیت بازی زبانی بازنمایی مطرح شده بود؛ پس از آن در انتقاداتی که از سلار تا دیویدسن و ویلارد کواین بر اسطوره امر مسلم وارد شده‌است؛ در ظهور معرفت‌شناسی طبیعی و به وابستگی توصیفات مربوط می‌گردد، مطرح شده‌است.
در اروپا بسیاری از این قرابت‌ها با تشابهات گزینشی پست مدرن، صراحتاً چارچوب پسا ساختارگرایی مطرح شدند؛ گرچه در حملات هایدگر علیه بقایا و رسوبات اندیشه‌های دکارتی هوسرل آثار و نشانه‌هایی به چشم می‌خورد ولی در موارد و نمونه‌های زیر نیز می‌توان به برخی از این قرابت‌های پست مدرنی برخورد کرد از جمله در نفی توصیفات زیربنایی در مفهوم هوسرلی آن؛ حمله سوسور و ساخت گرایی علیه پیوستگی موضع استعلایی در برابر سوژه خود شفاف (سوژه‌ای که معنی آن روشن است)، ساخت گشایی یا شالوده شکنی متافیزیک حضور دریدا؛ توصیف مجدد فوکو از معرفت یا دانش؛ تقارب و همگرایی بین ساخت گرایان اجتماعی فرانسوی و انگلیسی، حملات علیه زبان شرایط کمکی، و بالاخره مداخلات متعدد لیوتار علیه روایت‌های کلان، بسیاری از قرابت‌های پست مدرن در چالش‌های جهانی علیه فلسفه اخلاقی آنگونه که در غرب چه در فلسفه آلمان و فرانسه و چه در آثار السدیرمک اینتایر، برنارد ویلیامز، مارتا نوسبام و دیگران فهم شده‌است، به چشم می‌خورد. نیروی انتقادات پست مدرن را شاید به دیگران فهم شده‌است، به چشم می‌خورد نیروی انتقادات پست مدرن را شاید به بهترین وجه بتوان در برخی چالش‌های نظریه فمینیستی مثلاً در آثار جودیت باتلر و هلن سیکسوس و به‌طور عام در نظریه جنسیت مشاهده نمود؛ زیرا درنظریه جنسیت مفهوم عقل به تنهایی به عنوان مفهومی باز توصیف شده‌است که غالباً گفته می‌شود مفهومی است تکثیر شده، پدرسالارانه، انسان ترسانه قویا ارادی و اختیاری. 

## مفهوم چند وجهی
پست مدرنیسم مانند بسیاری از اصطلاحات و تعابیر دیگر دچار بی‌ثباتی و تزلزل در معناست یعنی یک نظریه نظام‌مند، با فلسفه‌ای جامع و فراگیر نیست بلکه یک پیکرهٔ پیچیده و درهم تنیده و متنوع از اندیشه‌ها، دریافت‌ها، تشخیص‌ها، شناخت‌ها، تفسیرها، تعبیرها، برداشت‌ها، رأی‌ها و نظریه‌ها متفاوتی از فرهنگ رایج و ترسیم نمایی از کثرت پدیده‌های مرتبط به هم است.

## ارتباط با مکتب‌های دیگر
در حقیقت، پست مدرنیسم آن سوی سکه پلورالیسم و پلورالیسم اساس تفکر پست مدرنیسم است. پست مدرن‌ها تمامی توان فکری و فیزیکی خود را در خدمت به جنبش‌های فمینیستی، همجنسگرایان، جنبش‌های طرفدار محیط زیست، جنبش سبزها و جنبش‌های طرفدار صلح و خلع سلاح هسته‌ای به کار گرفتند. آنان عموماً جنبش‌های خود را در راستای حرکت‌هایی جدایی‌طلب و فرقه‌گرایی سوق دادند.
پست‌مدرن‌های فرانسوی این نوع نگرش به جهان را به مثابه کشفی چشمگیر و کلیدی برای آزادی و سعادت در دنیای جدید پلورالیستی و «چندخدایی» ارائه می‌کنند.
فرامدرنیته بیانگر سقوط یا دگرگونی و تحول تند در شیوه‌های مدرنیته سیاسی، اجتماعی، اقتصادی و فرهنگی است که از اواسط سده نوزدهم تا اواسط سده بیستم در بیشتر کشورهای صنعتی غرب وجه غالب و مسلط را دارا بود.

## چهارچوب
فرامدرنیسم اصول و چهارچوب خاصی ندارد. مکتبی اصول‌ستیز و چارچوب‌گریز است. با این حال، به برخی از عناصر و مؤلفه‌های سلبی و اثباتی این نظریه اشاره می‌شود:
1. کثرت‌گرایی و مخالفت با هر گونه وحدت‌گرایی: تنوع، تکثر، انشعاب و پراکندگی از اصول اوّلیه این مکتب است. پست‌مدرنیست‌ها با هر گونه مرکزگرایی، اقتدارگرایی و مرجعیت‌باوری مخالفند یعنی توجه به یک حقیقت مرکزی برای زندگی را نفی می‌کنند و با تکثرگرایی و پلورالیسم موافق‌اند.
2. نسبی‌گرایی: معتقدان این مکتب به هیچ حقیقت مطلق و ثابتی قایل نیستند و همه چیز را یک حقیقت نسبی می‌دانند.
3. هیچ‌انگاری (نیهیلیسم): تلاش جامعه سنتی عمدتاً بر مبنای نظریه «مشیّت الهی» قرار داشت و بنابراین نظریه، کلّ جهان هستی با نظارت و هدایت خداوند در حال حرکت و پیشرفت بسوی هدف خاصی است ولی در مکتب مدرنیسم به جای مشیّت الهی جانشین دنیوی آن یعنی تفکر پیشرفت مادی را نشاندند و برنامه‌های عقلانی و علمی را بجای مشیّت خداوند و تعالیم وحیانی قرار دادند ولی پست مدرنیسم بجای اعتقاد به نیروی الهی، هیچ‌انگاری و پوچ‌اندیشی را نهاده‌است. بدین ترتیب، بی‌هدفی، نداشتن غایت، انشقاق، بی‌محوری، بی‌مرکزی و پوچ‌اندیشی، تفریح و سرگرمی پست مدرنیست‌هاست. آنها بی‌قید و بندی را ـ به تعبیر خودشان ـ مفرّی از دنیای وحشتناک مدرن و فشار قوانین خشک رسمی آن می‌دانند.
4. تأکید بر زبان و گفتمان: پست مدرنیسم تمام معرفت را محصول گفتمان می‌داند. گفتمان یکی از بحث‌هایی است که در دهه‌های اخیر مورد توجه نظریه‌پردازان مختلف بویژه پست مدرن‌ها قرار گرفته‌است. بر اساس نظریه گفتمان، حقیقت را نمی‌توان در یک معرفت و فرهنگ خاص محصور کرد. ریشه این اندیشه از همان نگاه پلورالیستی و نسبیت‌گرایی به تمام معرفت‌هاست؛ چنان‌که گفته شد این دو مقوله، اساس تفکر پست مدرنیسم است.[۱۰]